# Geografia della Macedonia del Nord
La Macedonia del Nord è un paese senza sbocchi sul mare, localizzato nell'entroterra della parte meridionale della Penisola balcanica. Il paese è solo una parte della regione più ampia chiamata Macedonia, le cui parti rimanenti appartengono ai paesi vicini, la Grecia (con più della metà del totale), la Bulgaria (con meno di un decimo), e l'Albania.

## Dati generali

### Confini
La Macedonia del Nord confina a ovest con l'Albania per un totale di 151 km, a est con la Bulgaria per 148 km, a sud con la Grecia per 228 km e a nord con il Kosovo per 159 km e con la Serbia per 221 km.
Il paese non ha sbocchi sul mare.

### Superficie
La superficie totale è pari a 25.333 km² (poco più grande del Piemonte) di cui 477 km² sono acque interne.

## Morfologia
Il terreno della Macedonia del Nord è prevalentemente aspro e accidentato, soprattutto nella parte settentrionale e occidentale del paese dove i rilievi superano i 2.500 m s.l.m. (catena del Šar-planina e poco a sud-ovest il monte Korab 2.764 m s.l.m.) ed i Monti Rodopi intorno alla valle del fiume Vardar.
La Macedonia del Nord ha anche montagne scenografiche. Esse appartengono a due differenti catene montuose: la Catena Dinara e la Rodopska. Le montagne della Catena Dinara sono più antiche con segni di prolungata erosione; la Catena Rodopska è più giovane, più accidentata con scenari alpini.
Muovendosi verso sud le vallate fluviali si fanno più ampie e diminuiscono gradualmente di altezza prestandosi a diverse tipologia di colture che hanno avuto un recente rilancio con la massiccia immigrazione di popolazione dalla Serbia e dal Montenegro. Le colture che meglio si adattano al regime delle piogge sono il cotone e il tabacco, molto diffusi sono anche i pascoli sfruttati stagionalmente nella transumanza.
Le dieci montagne più alte della Macedonia del Nord sono:
| Monte Korab  | 2,764 m |
| Titov Vrv    | 2,747 m |
| Monte Baba   | 2,601 m |
| Jakupica     | 2,540 m |
| Nidze        | 2,521 m |
| Dešat        | 2,374 m |
| Galičica     | 2,288 m |
| Stogovo      | 2,273 m |
| Jablanica    | 2,257 m |
| Monte Bistra | 2,163 m |

## Idrografia
Tre grandi laghi, il Lago di Ocrida, il Lago Prespa ed il Lago Dojran si trovano sui confini meridionali della Repubblica, tagliati dalle frontiere con l'Albania e la Grecia. La regione è sismicamente attiva ed è stata luogo in passato di terremoti distruttivi, il più recente nel 1963 quando Skopje venne gravemente danneggiata da un evento sismico distruttivo, che causò rotture e distruzioni di opere d'arte.

## Clima

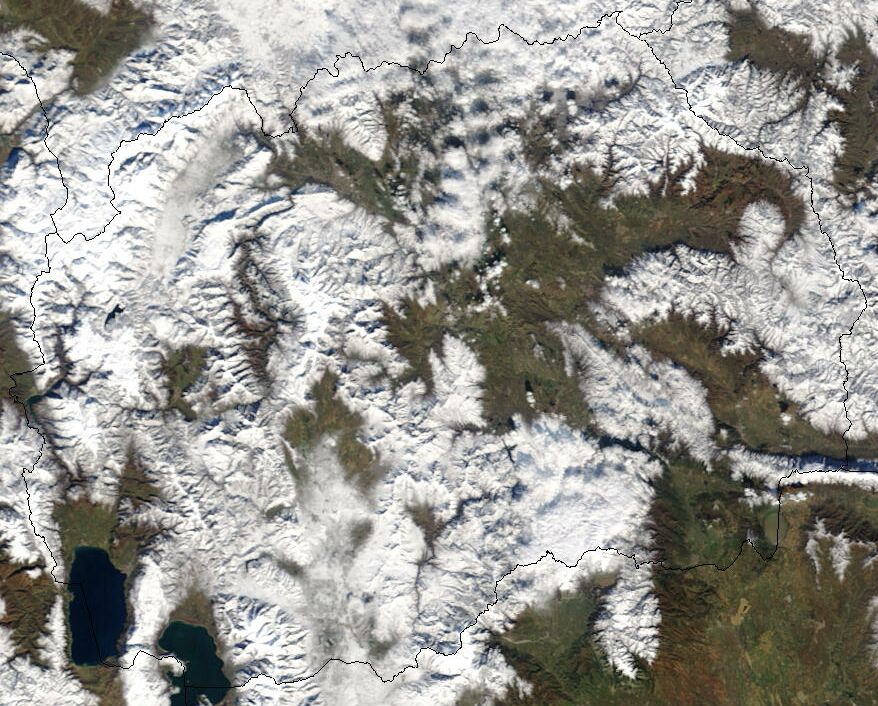
Macedonia d'inverno (dicembre 2002)

Caldo, estati ed autunni secchi, ed inverni relativamenti freddi con pesanti nevicate
Terreno:
territorio montuoso con valli e bacini profondi; tre grandi laghi, tutti divisi dalla linea di frontiera; il paese è diviso in due dal fiume Vardar.
Estremità in elevazione:

punto più basso:
Fiume Vardar al confine con la Grecia: 50 m
punto più alto:
Monte Korab (Maja e Korabit): 2,753 m
Risorse naturali:
cromo, piombo, zinco, manganese, tungsteno, nickel, ferro, zolfo, terra coltivabile
Uso della terra:

terra coltivabile:
24%

terra a raccolta permanente:
2%

terra a pascolo permanente:
25%

foreste e boschi:
39%

altro:
10% (stima 1993)
Terra irrigata:
830 km² (stima 1999)
Rischi naturali:
alto rischio sismico
Ambiente - problemi attuali:
inquinamento dell'aria a causa di impianti metallurgici